# Manilius Cabacius Rallus
Manilius Cabacius Rallus, soms gespeld als Rhallus (Grieks: Έμμανουήλ Ράλης Καβάκης; Italiaans: Manilio Cabacio Rallo) werd rond 1447 na Christus geboren in het despotaat Morea, waarschijnlijk in Mistra. Als filoloog, Neolatijns dichter en geestelijke bracht hij het grootste deel van zijn leven door in Rome. Aldaar stierf hij om en nabij 1523. Het leven en werk van Rallus zijn zeer weinig bestudeerd. Aan de universiteit Leiden loopt momenteel een NWO-project waarin Rallus’ literaire werk wordt ontsloten en bestudeerd.

## Een Spartaanse balling in Rome
Rallus werd als zoon van Demetrios Rhallis Kavakis en Thomais Bochalis geboren nabij het antieke Sparta. Zijn moeder sterft jong, nog voordat Rallus en zijn vader hun toevlucht nemen tot Italië. Ze vluchten voor de oprukkende Osmanen, die in 1460 de Morea definitief innamen. Overigens waren zij lang niet de enige Griekse vluchtelingen: Italië werd in die jaren overspoeld door immigranten uit het oude Byzantijnse Rijk. Manilius Rallus kon al gauw zijn draai vinden in Rome, waar hij dadelijk opviel door zijn uitmuntende beheersing van het Latijn. Ook zijn omvangrijke sociale netwerk loog er niet om: Rallus had nauwe banden met belangrijke leden van de De’Medici-familie, onder wie paus Leo X. Hij en de paus deelden de ambitie Griekenland te ontdoen van de Turkse bezetters. In enkele gedichten spoort Rallus de paus hiertoe aan en prijst hij hem om zijn inzet. Het heeft niet mogen baten: de Tourkokratia zou tot 1830 duren. Maar toch legden Rallus’ contacten hem persoonlijk geen windeieren: hij trad toe tot de Rooms-Katholieke Kerk en werkte zich op tot aartsbisschop van Monemvasia op de Peloponnesos en tot bisschop van Hierapetra op Kreta.

## De geleerde en de dichter
De meest treffende omschrijving van de Griek komt van de pen van tijdgenoot Angelo Poliziano: Manilius Rallus graecus homo, sed latinis literis adprime excultus. (Manilius Rallus is een Griek, maar is als geen ander geschoold in de Latijnse letteren). Net als zijn vriend en landgenoot Michael Marullus, hield Rallus zich bezig met Latijnse filologie. In zijn eerste jaren in Rome was hij betrokken bij de omstreden filologenschool van Giulio Pomponio Leto. Zijn belangrijkste filologische prestatie was het uitbrengen van de eerste kritische editie van het werk van de Romeinse taalkundige Verrius Flaccus in 1475: De significatu uerborum (Over de betekenis der woorden). Eigenaardig genoeg associeerde Rallus zich niet zozeer met de literaire kringen in Rome, maar wél met die in Napels. Om onduidelijke redenen heeft Rallus zich in de laatste decennia van de vijftiende eeuw opgehouden in die stad. Hij ontmoette er de dichters Giovanni Pontano en Michael Marullus, een mede-Spartaan. Marullus heeft Rallus zelfs onder zijn sodales gerekend, wat in dichterlijke kringen wil zeggen dat men elkaar treft bij gezamenlijke maaltijden en voorlezingen uit elkaars werk. Zowel Pontano als Marullus hebben een gedicht gewijd aan Rallus. Volgens Rallus zelf heeft Pontano de stijl van zijn poëzie omschreven als floridum et pressum (fleurig en bondig). Rallus stond vooral bekend om zijn poëzie, waarin het verdriet om zijn ballingschap naar voren treedt, maar vooral werd hij geprezen om zijn liefdespoëzie. In zijn gedicht aan het adres van Rallus adviseert Marullus hem dan ook het gemis van het Griekse vaderland te vergeten en zich volledig toe te leggen op zijn specialiteit: de erotische elegie.

## Iuueniles ingenii lusus
Het enige overgeleverde poëtische werk van Rallus is de Iuueniles ingenii lusus (jeugdige geestesspelletjes), gepubliceerd in Napels in 1520. Rallus is dan de zeventig al gepasseerd. De bundel is een verzameling van vierenvijftig gedichten van gevarieerde aard en inhoud. Opgenomen zijn onder andere elegieën, hendecasyllabi en epigrammen. Een eerste blik in het werk toont direct waarom Pontano Rallus’ stijl typeert als pressum: mededelingen staan dicht opeen gepakt en worden geordend middels elisies en hyperbata. De dichter drijft de mogelijkheden van het Latijn vaak op de spits. Het lezen van zijn poëzie wordt hierdoor een intensieve bezigheid. In het voorwoord bij de bundel schrijft Rallus dat het gaat om prulletjes uit zijn jeugd die hij heeft opgerakeld en gereed heeft gemaakt voor een nieuwe publicatie. Die opmerking moet niet als feitelijk geïnterpreteerd worden. De bundel bevat ook gedichten uit Rallus' latere jaren. Zo bevat de collectie een lang gedicht aan Leo X, waarin de dichter de paus aanspoort om Griekenland van de Osmaanse overheersing te bevrijden middels een grootschalige kruistocht. Andere motieven zijn de ballingschap van de dichter, de liefdesperikelen tussen hem en het meisje Licinna en de politieke situatie in Rallus’ vaderland. Ook bevat de collectie een aantal grafschriften, o.a. voor Tamás Bakócz, de aartsbisschop van Esztergom in Hongarije.

## Secundaire literatuur

### Leven en loopbaan
- Antonio Altamura, L’umanesimo nel Mezzogiorno d’Italia, Florence 1941, blz. 134-36
- Idem, "Manilius Rhallus", Biblioteca dell'Accademia d'Ungheria in Roma, NS 18, Rome 1947 (Italiaans)
- Antonios Chatzes, Hoi Raoul, Ral, Ralai (1080-1800), Kirchhain 1909, blz. 56-61 (Grieks)
- Han Lamers, A Byzantine Poet in Italian Exile: Politics and Identity Formation in the Latin Epigrams of Manilio Cabacio Rallo of Sparta (1447-1523), these ter verkrijging van de graad Master in Philosophy, Universiteit Leiden, 2008 (ongepubliceerd)
- Han Lamers, "Manilio Cabacio Rallo," Repertorium Pomponianum (visited on 16/11/2011)
- Manoussos Manoussakas, ‘Cabacio Rallo, Manilio’ in Ghisalberti A.M. (red.), Dizionario biografico degli italiani, Rome 1960, blz. 669-671

### Gedichten
- Manilio Cabacio Rallo, Iuueniles ingenii lusus (Pasquet de Sallo: Napels, 1520).
- Antonio Altamura e.a. (edd.) Antologia poetica di umanisti meridionali, Napels 1975, blz. 147-50
- Han Lamers (ed.), "Manilii Cabacii Ralli epigrammata selecta" (in voorbereiding)
- Fred J. Nichols, ‘The exile’s grief : Manilius Rallus’ in Journal of the Institute of Romance Studies, 1993 (2), blz. 123-140